# Prez (Zwitserland)
Prez is een gemeente in het district Sarine dat behoort tot het Kanton Fribourg. Prez had 2345 inwoners in 2022.

## Geschiedenis
Prez is een fusiegemeente die op 1 januari 2020 is ontstaan uit de gemeenten Corserey, Noréaz en Prez-vers-Noréaz.

## Geografie
Prez heeft een oppervlakte van 16,02 km² en grenst aan de buurgemeenten Avry, Corminboeuf, La Brillaz, Massonnens, Mézières, Montagny, Ponthaux, Torny en Villaz.
In de gemeente ligt de prehistorische nederzetting En Praz des Gueux. In de prehistorische nederzetting lagen paalwoningen (ook wel stelthuizen). De paalwoningen dateren uit het klassieke Cortaillod-tijdperk (4000-3500 v. Chr.). De plek werd in 1971 bij toeval ontdekt in een moerassig gebied nabij de huidige oever van het Lac de Seedorf. Onder een laag van ongeveer 70 cm (28 inch) turfhout werden grind en stenen platen ontdekt. De prehistorische nederzetting maakt deel uit van de groep prehistorische paalwoningen in de Alpen die op de Werelderfgoedlijst van UNESCO staan.